# Volkswagen
Volkswagen AG (kratica VW) je nemško avtomobilsko podjetje s sedežem v Wolfsburgu. Predstavlja jedro koncerna Volkswagen Group in je v svetovnem merilu tretji največji izdelovalec avtomobilov, takoj za Toyoto in GM in največji v Evropi. Pripadajo mu blagovne znamke Audi, Bentley, Bugatti, Lamborghini, Seat, Škoda in Volkswagen. Slednji pa je tudi, po prodajnih rezultatih, vodilni v koncernu. Ime podjetja v dobesednem prevodu pomeni »ljudski avto«.

## Zgodovina
Pobudnik ustanovitve je bil Adolf Hitler (11. februar 1933 v Berlinu na avtomobilski razstavi). Želel je avtomobil, ki lahko na avtocesti razvije trajno hitrost 100 km/h, ima 4 za družino primerne sedeže, skromno porabo goriva in stane manj kot 1000 takratnih Mark. Naročilnico za prototip je dobil leta 1934 Ferdinand Porsche. Kmalu je nastal hrošč (Maikäfer). Ker nemška avtomobilska industrija ni bila zainteresirana, je bila izgradnja tovarne zaupana DAF (nemški delavski fronti). 

## Zgodovina logotipa Volkswagna
- 1978–2000
- 2000–2012
- 2012–2019
- 2019–danes